# Hure
Hure – miejscowość i gmina we Francji, w regionie Nowa Akwitania, w departamencie Żyronda.
Według danych na rok 1990 gminę zamieszkiwało 438 osób, a gęstość zaludnienia wynosiła 62 osób/km² (wśród 2290 gmin Akwitanii Hure plasuje się na 759. miejscu pod względem liczby ludności, natomiast pod względem powierzchni na miejscu 1276.).